# Luc André Diouf
Luc André Diouf Dioh (Joal-Fadiouth, Senegal; 18 de enero de 1965) es un político, sindicalista español de origen senegalés. Es diputado de la xiii, xiv y xv legislatura del Congreso dentro del Grupo Parlamentario Socialista. 

## Biografía

### Primeros años de vida
Diouf nació en Joal-Fadiouth, una isla frente a la costa de Senegal. Es uno de diez hermanos, con ocho hermanos y una hermana, y creció en un entorno agrícola.  A diferencia de la mayor parte de Senegal, Diouf fue criado en la fe católica y la mayor parte de su comunidad era cristiana.
Diouf asistió a la Universidad Cheikh-Anta-Diop en la capital senegalesa de Dakar, donde estudió economía. Después de dejar la universidad, Diouf viajó a Lyon, luego a Utrecht y luego a Cincinnati en busca de trabajo. Llegó a Gran Canaria con una visa de turista temporal. Obtuvo su residencia en 1991 después de que su hija naciera en la isla ese año. Sin embargo, rápidamente se quedó sin dinero y durante 42 días Diouf estuvo sin hogar y tuvo que dormir en la playa. Finalmente, contrajo neumonía y tuvo que ser trasladado a un hospital en Las Palmas de Gran Canaria, donde una de las enfermeras lo puso en contacto con trabajadores sociales. Más tarde conseguiría un trabajo en un hotel en la Península de Jandía en la isla de Fuerteventura y también encontraría trabajo como técnico informático. Diof es un políglota que habla varios idiomas, incluidos wólof, francés y español. Aprendió además alemán mientras interactuaba con turistas en su trabajo en un hotel.
En 1996 Diouf se unió a Comisiones Obreras, o CCOO, donde trabajó como técnico asesor, como coordinador en los centros de información a inmigrantes del sindicato y como secretario de inmigración de la división del sindicato en las Islas Canarias. En 2001 Diouf adquirió la ciudadanía española.
En 2008, fue condenado a un año y medio de prisión por herir a otro hombre en una pelea callejera en 2005. Diouf alega que el incidente comenzó debido a los comentarios racistas de la otra persona, a pesar de que la sentencia no menciona en ningún momento comportamiento racista. La víctima era una persona mayor a quien, según la denuncia, Diouf le propinó una patada en la cabeza, dejándole lesiones permanentes, como se refleja en la sentencia.

### Trayectoria política
Haber participado en la política durante un tiempo significativo, Diouf se unió oficialmente al Partido Socialista Obrero Español (PSOE) en 2017. En junio de 2017, fue nombrado miembro de la Comisión Ejecutiva Federal del partido. Formó parte de la segunda lista del partido en las elecciones generales de España de abril de 2019, donde fue elegido para el xiii Congreso de los Diputados. Junto con Ignacio Garriga, Diouf es la segunda persona de ascendencia africana subsahariana elegida para el Congreso, después de Rita Bosaho.